# The New Den
The New Den este numele stadionului echipei londoneze de fotbal Millwall F.C.. A fost construit în zona Bermondsey din sud-estul Londrei în 1993 și are o capacitate de 20.146 de persoane.